# اویون اکسپرس
اویون اکسپرس (به انگلیسی: Avion Express) یک شرکت هواپیمایی با کد یاتا X9 است. دفتر مرکزی اویون اکسپرس در ویلنیوس، لیتوانی واقع شده‌است و قطب این شرکت هواپیمایی در فرودگاه بین‌المللی ویلنیوس قرار دارد.